# Vámosi Nagy István
Nagy István (Budapest, 1919. október 23. – Budapest, 1992. október 12.) zenetörténész, bölcsész, tanár, író, antropozófus.

## Élete
Szülei Nagy Emil politikus, igazságügy-miniszter és Göllner Mária, a magyarországi Waldorf-pedagógia megteremtője voltak. Még két édes testvére volt, Sándor (sz. 1926) és Kristóf (1930–1973), valamint apja előző házasságaiból összesen hét féltestvére.
A Nagy család régi előneve volt Vámosi, innen vette írói nevét: Vámosi Nagy István.
Felesége Tibay Krisztina (1934–2006) opera-énekesnő volt.
A stuttgarti, majd a kis-svábhegyi Waldorf-iskolában tanult. Az akkori Zenedében folytatta tanulmányait, közben bölcsészkaron esztétikából, filozófiából és művészettörténetből doktorált.
1943-tól publikált, zenekritikákat is írt.
1945-1949 között a Közoktatási Minisztérium zenei és színházi előadója volt, majd a Színház- és Filmművészeti Főiskola könyvtárosa.
1951-től a Zeneműkiadó Vállalat külső munkatársa volt.
1955-től a Szegedi Zeneművészeti Szakiskola és a Liszt Ferenc Zeneművészeti Főiskola tanára.
A szegedi József Attila Tudományegyetemen 15 éven át tartotta előadásait.
Kémkedés vádja miatt 6 és fél év börtönre ítélték. 

## Művei

### Könyv
- Az opera születése a dráma szelleméből (Budapest, 1943, Rózsavölgyi)
- A holnap drámája (Budapest, 1946, Genius)
- Magyar szerzők zenekari műveinek jegyzéke (Budapest, 1953, Zeneműkiadó)
- Vámosi Nagy István– Várnai Péter: Bánk bán az operaszínpadon. Operadramaturgiai tanulmány Erkel Ferenc operájáról (Budapest, 1960, Zeneműkiadó)
- Die letzte Schaffensperiode von Béla Bartók (Das Goetheanum, Basel, 1969)
- Zenetörténeti párhuzamok. 33 év válogatott tanulmányai, zenekritikái, előadásai. 1943-1976 / (Budapest, 1982, magánkiadás)
- Merlin, a bárd és Wagner, a zeneköltő. A Grál-legenda útja az évszázadok kultúrájában (Budapest, 1984, 1985, magánkiadás)
- Száműzött és bebörtönzött géniuszok – Dantétól Bartókig (Szeged, 1991, Universum)

### Írások
- A kissvábhegyi Waldorf-iskola I. rész (1991)
- A kissvábhegyi Waldorf-iskola II. rész (1991)
- Az irányt mutató erő a magyar történelemben (1992)
- Visszaemlékezések Kodolányi Jánosra (Új Magyarország, 1992. november 7.)

### Fordításai
- Schumann levelei (Budapest, 1958)

## Külső hivatkozások
- Dobos Marianne: Karmikus kapcsolatok